# Bipassalozetes strenzkei
Bipassalozetes strenzkei är en kvalsterart som först beskrevs av H. Weigmann 2006.  Bipassalozetes strenzkei ingår i släktet Bipassalozetes och familjen Passalozetidae. Inga underarter finns listade.